# Erika Medveczky
Erika Medveczky, född den 19 juni 1989 i Budapest, Ungern, är en ungersk kanotist.
Hon tog bland annat VM-guld i K-1 1000 meter i samband med sprintvärldsmästerskapen i kanotsport 2013 i Duisburg.